# Luca Mozzato
Luca Mozzato (Arzignano, Véneto, 15 de fevereiro de 1998) é um ciclista italiano que corre na equipa B&B Hotels-KTM de categoria UCI ProTeam.

## Palmarés
- 2019
  - Circuito do Porto-Troféu Arvedi

## Equipas
- Dimension Data for Qhubeka (2018-2019)
- B&B Hotels (2020-)
- B&B Hotels-Vital Concept p/b KTM (2020)
- B&B Hotels p/b KTM (2021)
- B&B Hotels-KTM (2022-)